# Коробовка (Липецька область)
Коробовка (рос. Коробовка) — село у Грязінському районі Липецької області Російської Федерації.
Населення становить 451  особу. Належить до муніципального утворення Коробовська сільрада.

## Історія
З 13 червня 1934 до 6 січня 1954 року у складі Воронезької області. Відтак входить до складу Липецької області.
Згідно із законом від 23 вересня 2004 року № 126-ОЗ органом місцевого самоврядування є Коробовська сільрада.

## Населення
| 1862 | 1880  | 1895  | 1914  | 2009 | 2010 | 2013 |
| ---- | ----- | ----- | ----- | ---- | ---- | ---- |
| 659  | ↗1040 | ↗1300 | ↗2171 | ↘457 | ↘445 | ↗451 |